# Емісійний дохід
Емісі́йний дохі́д — перевищення суми доходів, отриманих підприємством від первинної емісії (випуску) власних акцій та інших корпоративних прав, над номіналом таких акцій або перевищення номіналу акцій (інших корпоративних прав) над вартістю їхнього викупу.